# Ernst Leitz I
Ernst Leitz, né le 26 avril 1843 à Sulzburg et mort le 12 septembre 1920 à Soleure est un entrepreneur allemand, propriétaire de l'Optical Works Ernst Leitz à Wetzlar devenue Leica.

## Biographie

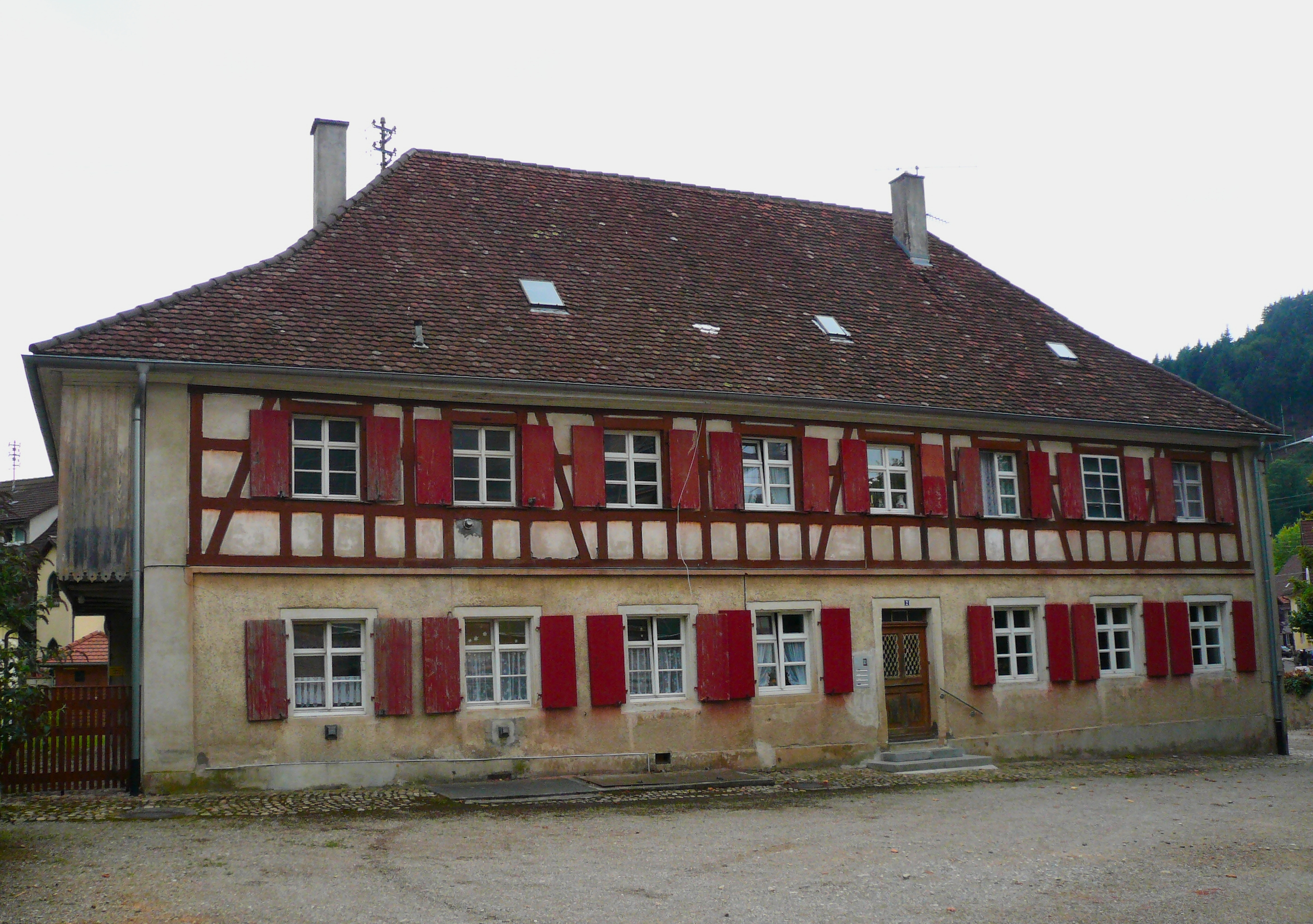
Lieu de naissance à Sulzburg

Ernst Leitz est le fils du professeur Ernst August Leitz et de sa femme Christina, née Döbelin. 
Dans les années 1858 à 1863, il suit une formation de mécanicien dans le célèbre atelier mécanique de précision et d'instruments physiques fondé par Ferdinand Oechsle à Pforzheim. Il fréquente en même temps l’école de commerce locale. 
Il continue sa formation à l'usine de montre de Matthias Hipp à Neuchâtel, où il apprend la gestion de la production en série.
En 1864, sur la recommandation de Karl Junker de Gießen, Ernst Leitz rejoint l'Institut d'optique fondée par Carl Kellner à Wetzlar et dirigée par Friedrich Belthle.

### Carrière d'entrepreneur
Dès 1865, Friedrich Belthle, fait de Ernst Leitz son partenaire. En 1870, quelques mois seulement après la mort de Friedrich  Belthle, il devient l'unique propriétaire de l'Institut d'optique.
Le petit atelier se spécialise dans la construction et l'optimisation des télescopes. Grâce à l'invention, en 1849, de l'oculaire orthoscopique par Carl Kellner, les plus grands scientifiques allemands, tels que Carl Friedrich Gauss et Justus von Liebig, connaissent l'Institue d'optique, qui se tourne, alors, de plus en plus vers la construction de microscopes puissants nettement supérieure à ceux de la concurrence,.
En 1867, Ernst Leitz épouse Anna Löhr, la fille d'un maître artisan de Wetzlar. Elle devient son assistante dans les années qui suivent et le conseille sur les questions commerciales importantes.
Après la fin de la guerre franco-prussienne en 1871, Ernst Leitz organise la production en série dans les ateliers de Wetzlar qui connaissent un essor important.
À partir de 1880, Ernst Leitz se tourne vers d'autres domaines de l'optique. Son fils aîné Ludwig Leitz se consacre à la micro et macrophotographie, la micro projection et la microtomie. 
Ernst Leitz innove. Dès 1894, la société propose divers type d'objectif pour la micro et la macrophotographie. En 1900, elle produit sa première caméra portative et des projecteurs pour diapositives grand écran,.

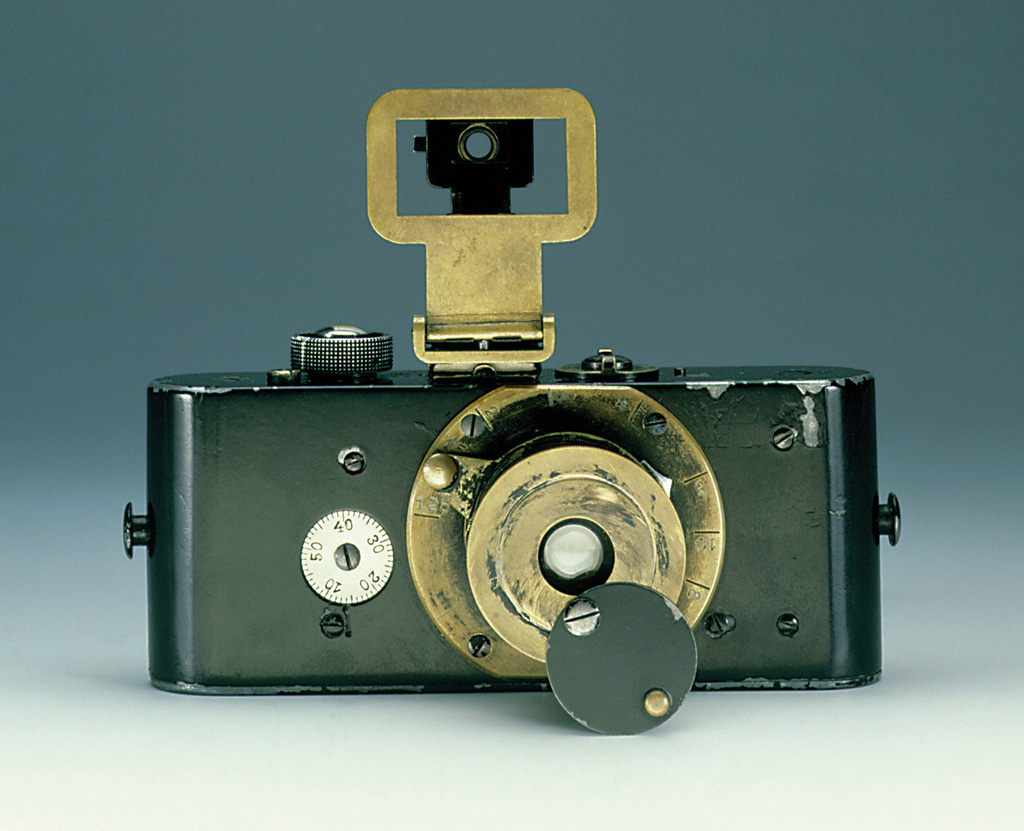
Le premier appareil photo petit format au monde, le Ur-Leica.

En 1910, elle produit le premier projecteur de cinéma. Enfin, en 1913, l'Ur-Leica, un premier appareil photo, fait son apparition
À partir de 1907, Ernst Leitz fabrique également des jumelles.
Avec l'aide de son fils Ludwig, il augmente le nombre de succursales et d'agences en Suisse et à l'étranger. La mort prématurée de Ludwig Leitz en 1898 est un tournant douloureux pour la famille. L'œuvre commencée avec Ludwig est poursuivie par le frère cadet Ernst qui a rejoint l'entreprise comme apprenti en 1889 et en devient l'associé en 1906.

### Engagement social et politique
Ernst Leitz est très sensible au bien-être de ses employés. Sa porte est ouverte à tous. En 1885, il crée sa « Convention de soutien aux salariés nécessiteux ou ne pouvant plus travailler ». En 1885, il fonde la caisse d'invalidité, de veuves et d'orphelins, qui se transforme en caisse de retraite au fil des ans. Ces créations exemplaires protègent les employés de l'entreprise bien plus que ne peuvent le faire l'assurance légale du système de sécurité sociale de l'État. En 1906, il instaure la journée de huit heures. Les salaires de ses employés sont élevés. Tout cela fait de lui une personnalité exceptionnelle parmi les entrepreneurs de son temps. 
Ernst Leitz s'engage très tôt dans le libéralisme progressiste. Il est cofondateur de l'association libérale de Wetzlar. Pendant une courte période, il est membre du Parti populaire libéral de Wetzlar et, en 1918, avec son fils Ernst, il est l'un des cofondateurs du Parti démocrate allemand à Wetzlar. De 1897 à 1902, Ernst Leitz est membre du Conseil municipal et  membre du conseil de district. Il fait de généreuses donations pour, entre autres, la construction d'une crèche pour enfants à Wetzlar, ainsi que pour l'embellissement du paysage urbain. Il verse de généreux dons aux associations de veuves et d'orphelins de guerre de la Première Guerre mondiale. Il finance la Société des amis et mécènes de l'Université de Giessen.

### Dernières années
Ernst Leitz, qui a perdu son épouse en 1908, vit très mal la Première Guerre mondiale et les mouvements sociaux qui la suivent. Il passe ses dernières années à visiter dans le sud de l'Allemagne et en Suisse les lieux de son enfance et de sa jeunesse. Il meurt à Soleure en 10 juillet 1920.
Ernst Leitz laisse à son fils, lui aussi prénommé Ernst, une entreprise solide qui va lui permettre de changer le monde de la photographie avec sa décision de produire en série  l'appareil photo Leica 35 mm. 
Ce faisant, le père et le fils Leitz ont écrit l'histoire économique allemande.